# El Abecedario de Gilles Deleuze
El Abecedario de Gilles Deleuze (L'Abécédaire de Gilles Deleuze) es un programa de la televisión francesa producido por Pierre-André Boutang en 1988-1989, emitido en 1996. Consiste en una serie de tres entrevistas que Claire Parnet le realizó al filósofo.

## Detalles
Es el único documento televisivo del filósofo, refractario a aparecer en TV. Se llevó a cabo bajo la condición de que sean conversaciones entre él y una antigua alumna y amiga, Claire Parnet, y que sea emitido a título post mortem auctoris.
Está dividido en veinticinco temas por cada una de las letras del abecedario. 
Al momento de filmarse todavía no había aparecido su libro ¿Qué es la filosofía? (1991), así como tampoco Crítica y clínica (1993). La entrevista está también pactada con una intención pedagógica: está expresado de forma sencilla.

## A de Animal. (Animal)
Durante toda la entrevista Deleuze insistiría en la condición de que este documento filmado debía ser póstumo. Entrando en el tema de la letra, Parnet refiere el bestiario que se deduce de la obra del filósofo, un bestiario particular: en él pululan la pulga, la garrapata, el piojo. Asimismo, la noción de uso corriente de animal es instada a revisarse con su noción de "devenir animal". De los animales familiares, no le apetecen los gatos porque se restriegan y los perros porque su ladrido resulta insoportable. Prefiere el aullido del perro a la luna y destaca su necesidad de tener una relación animal con el animal, lo que implica no hablarle. Muy propio de su filosofía, Deleuze insiste en su preferencia por el trato animal con el animal ya que cada uno de estos tiene un mundo único.
Le interesan los animales territoriales porque el territorio expresa su mundo.
Para la noción que acuñó junto Félix Guattari (desterritorialización) Deleuze notó después que había un equivalente en Herman Melville y que era "outlandish". 
Comparando el mundo del animal, caracterizado por la emisión de señales, con la escritura, el escritor escribe para un lector, un público, pero lo hace igual que el animal, emitiendo señales, lo cual lo aleja, al menos inmediatamente, de un público. "Escribe para un no-lector". Parnet cita de Mil Mesetas: "El escritor es un brujo porque vive el animal como el único pueblo ante el que es responsable". En este sentido el escritor hace lo que puede por forzar el lenguaje a asumir señales animales, gritos, música, no-pensamiento y lo hace sobre todo sobre la sintaxis porque es esta la que estructura el lenguaje.

## B de Bebida. (Boisson)
Deleuze se reconoce como un gran bebedor que ha abandonado ese hábito. Esta letra está muy ligada a la letra M (Enfermedad) por lo siguiente: a Deleuze le interesa interpretar los signos de las aficiones, de los hábitos singulares. Por ejemplo, el bebedor o el drogadicto cuando dice "yo paro cuando quiero", frase que no es comprendida por quien no tiene el hábito, encierra su verdad: el bebedor, en este caso, refiere una relación con su satisfacción; busca, de alguna manera, dar final a ese deseo y para ello requiere una cantidad que le es propia. Deleuze enuncia: "un bebedor es el que nunca deja de dejar de beber" o cita Charles Péguy: "El último nenúfar no repite el primero". Dicho de otra forma, la satisfacción está en último vaso, y por ende todos los demás no se repiten. 
Aquí Deleuze profundiza el juego de palabras diciendo que el último vaso es en realidad el penúltimo, porque es el último del día para poder seguir bebiendo al día siguiente, sin perder el dominio de su hábito lo que sería el comienzo de lo que comúnmente se llama la enfermedad. Para Deleuze Henri Michaux lo ha dicho todo al respecto. Además sugiere una relación con todo este tipo de sustancias donde lo que importa no es tanto si pueden o no ser soportadas sino más bien aquello que hace que se sea llevado a su consumición. Los que las buscan, buscan algo que sin ellas creen que no conseguirían. 

## C de Cultura. (Culture)
Deleuze afirma que no es culto porque cada vez que ve a alguien cultivado queda pasmado. Él, en cambio, dice no tener ningún saber de reserva (todo está en su obra) y que no siente admiración por ese tipo de cultura. Nombra a Umberto Eco como uno de estos ejemplos, intelectual al que se le puede preguntar de cualquier tema. 
La cultura está ligada a la palabra, y como Deleuze dice detestar hablar, detesta a la cultura y trata de explicar porqué. Él no cree en la cultura sino más bien en los encuentros. Y los encuentros "no son con gente sino con cosas". Como se deja ver, la noción que maneja Deleuze de encuentro, de influencia spinoziana, está ligada a su otra noción de "devenir animal": estar al acecho (como observa en los animales) es condición necesaria de un posible encuentro; estar al acecho es la actitud propia de quien consigue, encuentra o crea algo.
Son ejemplos curiosos de encuentro, en razón del libro que ha escrito sobre la noción de pliegue en Gottfried Leibniz, las cartas que ha recibido tanto de los aficionados a la papiroflexia como de los surfistas. 
Deleuze enumera aquí tres males de la cultura actual: el periodista que escribe libros como si de artículos periodísticos se tratara; la generalización de la idea de que cualquiera puede escribir porque su "asunto privado" vale la pena; y por último, que los clientes de los medios (incluido el libro) han cambiado: son los anunciantes, los distribuidores o fabricantes de superventas. 
Más allá de estos males, optimista, Deleuze observa que es efecto natural que sucedan circuitos paralelos constituidos como mercados negros.  

## D de Deseo. (Désir)
Deleuze es llamado por algunos el filósofo del deseo. Para definir el deseo, aquí Deleuze insiste con que los buenos conceptos, a diferencia de lo que se piensa comúnmente, son cosas muy concretas. El caso del concepto del deseo es que hasta El Anti-Edipo, resultaba abstracto. El deseo está identificado por un objeto: hacer un viaje, un vestido, etc. El concepto popular sería muy abstracto porque realizaría un efecto elíptico, mientras que cuando se comprende como una situación, un conjunto de objetos, se observa su carácter arbitrario o que posee una naturaleza imaginaria. La frase precisa sería: se desea "en" conjunto. 
La vertiente de su noción del deseo es optimista, y está atravesada de nociones spinozianas. Deleuze erige el concepto de agenciamiento para realizaciones o efectuaciones de deseo. Para que se produzca un agenciamiento debe haber diferencia de potenciales, o dicho de otra forma: se debe asimilar la diferencia de las entidades involucradas en ese cruce. 
La noción de deseo en El Anti-Edipo (escrito con Félix Guattari), es crítico de la concepción del psicoanálisis. Básicamente trata de vaciar de sentido al deseo y entenderlo como mero flujo, acercándolo al delirio. Así encuentra, junto a Guattari, que lo que se entiende como enfermedad, no encuentra solución en relaciones de parentesco, relaciones familiares, o grupales, sino en lo que llama agenciamientos maquínicos, constructivismo.
A su vez, el deseo no sería ni espontaneísmo ni la diversión o la fiesta. 
Un agenciamiento está compuesto de estados de cosas, estilos de enunciación y movimientos de territorialización-desterritorialización.
A propósito de que la interpretación o mal interpretación del libro El Anti-Edipo, por algunos entendido como alabanza de la permisividad, sea causa suficiente para provocar enfermedad en el individuo, Deleuze afirma: "Yo siempre me he dividido entre la imposibilidad de quitarle la razón a alguien y el deseo absoluto, o la negativa absoluta a que se convierta en un pingajo." (léase: despojo humano)

## E como Infancia. (Enfance)
Al respecto de los pocos recuerdos que Deleuze tiene de su infancia, refiere que la memoria no es un archivo sino una facultad. Cuenta que perteneció a una familia de derechas inculta, con un padre, no obstante, en cierto modo exquisito, de profesión ingeniero. Su infancia transcurrió con la Segunda Guerra Mundial. 
Entre otras cosas referidas por Deleuze, la llegada de los alemanes a Deauville, donde se encontraba con su hermano, fue significativa. Hasta entonces él era un joven mediocre, mal alumno, que solo coleccionaba sellos. Fue entonces que despertó intelectualmente mediante el asombro que le produjo un personaje llamado Pierre Halbwachs, un personaje lúcido con un ojo más grande que el otro, casi tuerto, joven aún, pero mayor que Deleuze, de salud precaria, quien finalmente había resultado ser un pederasta. Halbwachs lo puso en contacto con Charles Baudelaire, Anatole France o André Gide.
Luego, vuelve a París e ingresa en el Liceo Carnot donde tiene un profesor llamado Viale, muy querido por Deleuze, pudiendo en cambio haber sido alumno de Maurice Merleau-Ponty. 
Referir su infancia es para Deleuze poco interesante; dicho archivo que llaman "infancia" es intraducible y su única traducción es que se transforme en otra cosa: "devenir animal", "devenir niño", devenir, a fin de cuentas, lo que no es. Ya que "devenir escritor, filósofo, profesor", como refiere el mismo Deleuze, no es ningún devenir.
Como se podrá notar, esta idea está sumamente arraigada en Deleuze en relación con su oposición al psicoanálisis, sobre todo al de carácter infantil. Deleuze aprovecha para citar al poeta ruso Ósip Mandelshtam, que a su ver, refleja lo que intenta decir: "Hay algo que, no obstante, no comprendo. Nunca he podido entender a gente como Tolstoi, enamorado de los archivos familiares, con sus epopeyas de recuerdos domésticos. Mi memoria no es de amor sino de hostilidad, y no trabaja para reproducir sino para descartar el pasado. Para un intelectual de origen mediocre la memoria es inútil, no tiene más que hablar de los libros que ha leído y ya tiene hecha su autobiografía. Mientras que en las generaciones felices la epopeya habla en hexámetros y en crónicas, en mi caso hay un signo de oquedad y entre mí y el siglo yace un abismo, una zanja llena del tiempo que murmura. ¿Qué querría decir mi familia? No lo sé, era tartamuda de nacimiento y no obstante tenía algo que decir. Sobre mi y muchos de mis contemporáneos pesa el tartamudeo de nacimiento. Aprendimos no a hablar sino a balbucear y sólo prestando el oído al ruido creciente del siglo y una vez blanqueados por la espuma de su cresta, pudimos adquirir una lengua". Para Deleuze, en todo caso, si ha de irse a una infancia no es a través de un archivo y será una infancia del mundo, cósmica, no personal.

## F de Fidelidad. (Fidélité)
La "fidelidad" deducible como resultado de lo que se llama amistad es para Deleuze un asunto de encuentros, de agenciamientos –de más está decirlo– de naturaleza "prelingüística". Como la mayoría de las veces, Deleuze es optimista también en este caso: la amistad sería el resultado de ofrecer algo sin perderlo o si existiera el caso según el cual en pos del éxito de ese agenciamiento habría que deponer, no por ello habría deposición. No entendida como deposición, ya no es tal. También esto supone la idea de que si no se produce la amistad no se debe a que una de las partes carezca de encanto. 
En tanto que todas las personas poseen su encanto, el fallido se produce en la percepción. La amistad en este sentido es, como dice Deleuze, un asunto de percepción (de ese encanto). Tal encanto es llevado aquí por Deleuze a un significado tan rudimentario como el de "señal" o "emisión". 
Se refieren distintas visiones sobre la amistad: la de Maurice Blanchot como una categoría necesaria para poder pensar. La del mismo Deleuze: la de que hay una hora en que hay que desconfiar hasta del amigo. Y la de Marcel Proust: no hay pensamiento en la amistad; en este último sentido tal vez más shakespeareano, "hay pensamiento en el amor celoso".

## G de Izquierda. (Gauche)
A diferencia de sus amigos, Deleuze no pasó por el Partido Comunista. 
Dos razones conocidas enumera: su odio por las reuniones ("interminables", en este caso de las células) y su deseo de hacer algo propio, su trabajo. Su noción de lo que llaman revolución se puede resumir en la definición que da del romanticismo: "el romanticismo es la larga meditación del fracaso de la revolución".  De modo que el juego de opuestos le interesa poco a Deleuze: las revoluciones no fracasan. El "fracaso" de la revolución bolchevique es el "éxito" de Estados Unidos, la nación de la libertad para sí. La Revolución Norteamericana condujo al liberalismo, y a Reagan, resultados que no parecen nada buenos. Deleuze llama a la América de Jefferson la nación revolucionaria por gracia de la inmigración. Deleuze introduce la noción "devenir revolucionario" con la que trata de mostrar que la noción generalizada de que toda revolución fracasa es un invento de historiadores. Estos historiadores hablarían, dice Deleuze, una lengua diferente o mejor sería decir que "hablan la doxa": la noción de "porvenir de la historia" no tiene cabida en la filosofía inmanente deleuziana. 
Parnet pregunta qué relación halla Deleuze entre el devenir revolucionario y los derechos humanos. Sobre los derechos humanos hace la misma crítica que sobre la noción psicoanalítica de deseo: es demasiado abstracto. Los derechos humanos tienen éxito en un mundo globalizado, pero lo único globalizado es el sistema capitalista. Los derechos humanos no sirven porque pecan de formulismo, nada tienen que ver con una situación dada. El ejemplo que da Deleuze a este respecto es el de los armenios invadidos por los turcos. El agenciamiento posible allí no es el de un país del primer mundo, o de una capital. O dicho de otra forma: es evidente que si los derechos humanos tuvieran efecto no serían ni siquiera pensables estos tipos de invasión. En tanto que algo no tiene efecto sigue siendo abstracto. En este sentido los derechos no existen (son universales); lo que existe es la jurisprudencia (agenciamientos): casos en que tales derechos, con sus falibilidades, son fuerzas actuantes. 
En cuanto a la noción de izquierda, tal vez Deleuze haya producido uno de sus conceptos mejor formulados. No hay gobiernos de izquierda por lo cual tampoco tiene sentido decir que todo gobierno sea de derecha. 
Lo que hace Deleuze es producir una inversión de sentido para este término: la izquierda, sugiere, no sería una ideología sino una forma de percibir el mundo. El ejemplo que da es el de los japoneses: esta forma de percibir el mundo es un mecanismo de inclusiones, desde afuera hacia adentro: el horizonte, la nación, el país, la provincia, las regiones, las ciudades, el grupo, el yo, etc. Esta percepción es básicamente cosmopolita y largoplacista. Cosmopolita porque entiende que los problemas de los lugares más alejados al punto de juicio crítico (perspectiva) incumben más que los del propio barrio, y largoplacista porque el tiempo de solución no se establece desde afuera sino que la misma disolución del problema es la que lo establece. La conclusión que deja entrever Deleuze es que las llamadas políticas de estado son absurdas o "idiotas" pudiéndose resumir en expresiones tales como esta (que les son harto habituales): "cómo hacer para que la situación de privilegio de nuestro país perdure", planteando Deleuze que esos privilegios no pueden perdurar, intentar hacerlo es demasiado demente. Ese tipo de ideología todavía hoy reinante, presente en esas formulaciones, desconoce la perspectiva más certera: son más propios los problemas que aquejan a los países menos desarrollados que los que aquejan al propio país.  
Cuando trata de explicar el juego de opuestos mayoría-minoría resignifica este asunto: la mayoría no es nadie (es un patrón) y la minoría es todo el mundo (cada uno). Por ello entiende que hasta los individuos, las naciones o países que se suponen que están mejor que otras tienen aún y tendrán siempre los problemas propios a sus agenciamientos.

## H de Historia de la filosofía. (Histoire de la Philosophie)
En la totalidad de la obra de Deleuze sus libros primeros bien pueden dividirse como libros sobre la historia de la filosofía. Sobre todo porque tratan de un filósofo en particular: el primero sobre Hume, luego Bergson, Nietzsche, Spinoza, etc. Esto da lugar a un problema terminológico que hace que suponer que serían libros que no son del todo sobre filosofía. Como trata de referir Deleuze esto no es así: al tratar de definir el concepto inventado por Platón de Idea, dice Deleuze, ya se está haciendo historia de la filosofía. Pero esta precaria noción acaba cuando nos limitamos a simplemente querer saber qué significaba Idea para Platón. Aquí es cuando lo que se llama filosofía bien puede etiquetarse como algo abstracto. El principio que recorre esta limitación que Deleuze objeta no es otro que el de identidad aristotélico: la Idea es esto y no otra cosa. Eso es, básicamente, hacer historia de la filosofía. 
A lo que intenta llegar Deleuze es a decir que hacer filosofía es, primeramente, algo muy concreto, aun para Platón. La situación dada, la circunstancia, influencias, obsesiones, o deseos de este filósofo lo llevaron a gestar esa noción de Idea (con mayúsculas) que termina siendo un concepto. Y en tanto que concepto, como insiste siempre en dejar en claro Deleuze, ya deja de ser algo abstracto. Todo lo que es concreto, en cualesquier disciplina, está conformado de otras cosas que pueden no ser evidentes pero que "resuenan" como problemas en el concepto creado. En el caso de la Idea de Platón, que se extiende a la noción de belleza, bondad, justicia, amor, etc. todos ellos trascendentes (en estado puro), es decir sin ninguna conformación, constituyen un problema formulable en una pregunta que se despliega así: por qué deben ser, todas esas ideas, puras. Deleuze refiere que se debe a la constitución política de los griegos, previa a la invención del concepto platónico y que, de alguna forma, la coyuntura lo requería. La mala historia de la filosofía sería lo que más se acerca a un diccionario, una forma de presentar la filosofía que no comprende el sustrato necesario de la conformación de un concepto tal como el de Idea. 
En la otra punta o aparentemente opuesto, mucho después, Leibniz inventa un concepto que encierra otro problema. El concepto es el de mónada y define un sujeto que expresa el mundo entero pero que está limitado por su región, su territorio. El concepto de mónada es clarificado por Deleuze con el otro de "pliegue", de este modo: "no hay nada en el mundo que no exista plegado".
Para Deleuze, el problema general del siglo XVII era el de denunciar el error y ya en el siglo XVIII, el problema, –que no debe confundirse con el anterior–, consistía en denunciar las ilusiones. A su vez el problema del siglo de XIX habría sido el de encontrar la forma de la necedad. Para todos estos problemas es efecto obligado que aparezcan sus conceptos respectivos.
Finalmente, al advertir este devenir del pensamiento Deleuze concluye, como Wittgenstein, que la filosofía no se trata de lo verdadero y lo falso, sino de elaborar una solución que ha de resultar en un problema o concepto para la coyuntura. Por todo esto se deduce que hacer buena historia de la filosofía y hacer filosofía son la misma cosa.
Por último, Deleuze hace una relación curiosa sobre lo que pudiera llamarse filosofía maldita (Spinoza y Nietzsche) como aquellos filósofos que rechazan toda trascendencia. 

## I de Idea. (Idée)
La noción de idea de Deleuze, no necesariamente antiplatónica, es sin embargo crítica de la de Platón. La idea en Deleuze es considerada como un puro fenómeno y además como una rareza en el género humano. Tener una idea es crear. En todos los campos del saber humano florecen ideas, aunque no del mismo tipo. Deleuze como Jacques Lacan, entiende que las ideas no se descubren, sino que más bien se crean (o inventan). 
En el ámbito general del arte lo que se crea son perceptos a los que Deleuze define como conjunto de percepciones y sensaciones que están presentes en un objeto donde se han vertido y que por tanto son trascendentes al artista. En este sentido, el percepto coincide con la noción de Arthur Schopenhauer sobre el arte: territorio donde se puede producir algo netamente desinteresado ya que su intención (o mejor aún su voluntad) es meramente expresiva. 
La metáfora más ilustrativa tal vez de este concepto se puede hallar en la paleontología y es la de fósil. 
Cuando Deleuze piensa en la noción de percepto recuerda a los pintores impresionistas: en ellos el exterior (ya sea un paisaje o no) los transforma íntimamente a tal punto que los hace devolver un objeto artístico no habido. Deleuze lo dice de este modo: "arrancar perceptos de las percepciones". Por último, para Deleuze, tener una idea es poder expresarla. 

## J de Alegría. (Joie)
Tal y como introduce Parnet, la alegría es para Deleuze un elemento ligado a uno de sus pensadores preferidos (el más preferido): Baruch Spinoza; y está ligado al concepto de pasiones tristes, también de este filósofo. La alegría y las pasiones tristes no deben verse de un modo demasiado superficial: la primera, por ejemplo, se ve como el acto de colmar una potencia, lograr algo que no resultaba ni imposible ni posible, como se usa decir, sino sencillamente impensable. Y es una definición del gay saber y el amor fati en Friedrich Nietzsche. El segundo concepto (pasiones tristes) está ligado a la explotación del hombre por el hombre, resultado de la ignorancia; en otras palabras: en tanto hay ignorancia hay explotación del hombre por el hombre, culpabilidad, mala conciencia, etc. 
"No hay potencia mala" refiere Deleuze. "El tifón es una potencia que debe regocijarse en su alma pero no se regocija de destruir casas...", agrega. Y con estas aseveraciones ve el mal como la forma más baja de la potencia, el poder. En la figura del sacerdote, que Nietzsche ve como una invención sui generis de los judíos Deleuze observa la invención de un concepto extraordinario, primeramente por los judíos, y luego por Nietzsche –al haber hecho hincapié en él– que representa la realización de una potencia consistente en detectar el mal que hay ligado a una figura que pretende arrogarse el poder de salvar a los hombres. En las palabras del mismo Deleuze: "[El sacerdote] inventa la idea de que los hombres están en un estado de deuda infinita..." Esa deuda infinita, implica la puesta en práctica de una suerte de colonización de las potencias individuales. Tal es la importancia de este concepto que Deleuze refiere una redefinición de la figura del sacerdote en Michel Foucault, con su noción de Poder pastoral. 
La potencia cuando es excesiva en las personas las llevaría a una suerte de alienación mental: el ejemplo que da Deleuze es van Gogh.
Parnet entiende que la predilección de Deleuze por el género elegíaco es paradójico en relación con su exaltación de la alegría spinoziana. Deleuze habla de dos voces cercanas dentro de la figura del profeta y del poeta elegíaco. Ambos lamentan. El lamento está estrechamente ligado a la alegría spinoziana porque refiere la incapacidad de soportar una potencia. El profeta desborda el estatuto social y el melancólico carece de él. La elegía es la fuente de la poesía, según Deleuze, y trata de explicar esto diferenciándola de la queja ocasional, la queja de quien pretende un ajuste de cuentas, un resarcimiento. La queja de la elegía, por el contrario, está ligada a lo irrecuperable y expresa una predilección inmotivada por el lamento, "una adoración hacia él" y también la certeza trágica de que nadie puede resolver su situación. Su mejor expresión la encuentra en el esclavo liberto quien habiendo dejado de ser esclavo, siente que no es ni esclavo ni libre. Una de tantas formas de referir este extendido tópico literario se puede encontrar en las líneas finales del relato "El fin" de Jorge Luis Borges, líricas y precisas: "Cumplida su tarea de justiciero, ahora era nadie. Mejor dicho era el otro: no tenía destino sobre la tierra y había matado a un hombre".

## K de Kant
Como dice Parnet, de los filósofos estudiados por Deleuze, Immanuel Kant es el menos cercano a su simpatía. No por ello no ha sentido fascinación hacia alguno de sus conceptos. Uno de ellos es, según Deleuze, que Kant "erige tribunales": es un filósofo que se ha detenido en el aspecto jurídico de ciertos conceptos o mejor dicho, que ha vertido un aspecto jurídico en ciertos conceptos. Aquí se ve más estrechamente la relación que Deleuze hace entre conceptos y personajes. El tribunal de cosas, de conceptos en última instancia, estaría erigido por la supremacía que se otorga a la razón. 
El segundo concepto que le interesa y fascina a Deleuze es la noción de tiempo. A partir de Kant, el tiempo ya no derivaría del movimiento y por ello dejaría de ser circular. 
El último concepto que le interesa es el de "lo sublime"; aunque de forma muy vaga Deleuze deja entrever que el concepto de lo sublime redefine ciertos conceptos despejando el aspecto jurídico o "justiciable" antes referido entendiendo que las facultades humanas requieren una relación desordenada entre sí, no signada por la razón.

## L de Literatura. (Littérature)
Los grandes escritores son para Deleuze pensadores. Una vez más es importante la noción de percepto porque por ella Deleuze unifica todas las ramas del arte en el tópico "creación" o "resistencia". Asimismo la noción de estilo en Deleuze unifica también todas las artes. Un ejemplo de que en la literatura hay pensadores sería el protagonista Ahab de la novela Moby Dick, de Herman Melville. Lo que haría memorable a un personaje es forzar a pensar en él, y por ello se parecería a un concepto. A su vez, a veces un concepto (en filosofía) logra ser tan distinto que tiene las características de un personaje. El percepto, concepto de su filosofía, por ejemplo, sería asimilable a un personaje que vuelve a la vida después de haber muerto. En la mitología, el caudal de historias que la componen, presentan una estrechez indudable entre concepto y personaje. Son las dos cosas, de hecho. Platón creó personajes que Deleuze destaca, asimismo Nietzsche con su Zarathustra. Son casos en los que los personajes regresarían a los conceptos y los conceptos a los personajes.     

## M de Enfermedad. (Maladie)
Destaca, en esta letra, la noción sobre los médicos, no sobre la persona del médico sino sobre su poder, y no sobre su papel social sino sobre cómo acostumbran manejar su papel social. Tal que en ciertos momentos su poder y su capacidad o potencial tenderían a confundirse. 
Una vez más, en relación con los medicamentos, Deleuze dice que siempre ha estado de acuerdo con la farmacia. La enfermedad "agudiza el sentimiento de la vida", de ahí que para Deleuze cumple una función. Deleuze hace una diferencia entre enfermedad y cansancio: este último a diferencia de la primera significa que nada puede sacarse ya de uno mismo, lo resume en esta frase: "la jornada ha terminado".
Ligado a esto Deleuze cuenta que para él nadie ha hablado mejor sobre la vejez que Raymond Devos; de esta referencia destaca que la vejez tiene sus "potencias", permite cosas que de otra forma no se obtendrían; el viejo es alguien "que es", refiere Deleuze, de ahí se sigue un estado de ánimo sin deuda o sencillamente que el deber tiende a desaparecer: "no hay ninguna decepción fundamental" o el hombre se vuelve desinteresado, lo que apareja "ver a los demás tal cual son."

## N de Neurología. (Neurologie)
Ya que tener una idea ha sido dejado claramente por Deleuze como un suceso atípico, se pregunta qué sucede en el cerebro cuando se tiene una idea. De modo que Deleuze se imagina un posible mapa del cerebro en el que cuando se produce una idea hay, por un lado, comunicaciones continuas, y por otro, discontinuas. A propósito de esto hace referencia a un modelo físico llamado Transformación del panadero: en él imagina un cuadrado de masa al que se lo estira formando un rectángulo, luego se lo dobla por la mitad y a ese pliego se lo vuelve a estirar de modo que los puntos al principio contiguos ahora aparecen muy distantes entre sí. A su vez, los puntos en un principio distantes entre sí, ahora se han vuelto contiguos. Este modelo abstracto le entusiasma al punto de decir que las ideas se gestionan de un modo parecido: nociones que resultaban totalmente incompatibles, de pronto, por una serie de movimientos, se transforman en compatibles. Deleuze se inclina más por la psiquiatría prepsicoanalítica pues esta última todavía no sería del todo inmanente. 
Por otro lado, Deleuze salta repentinamente del tema de la letra a la pregunta por la lectura: qué significa leer. Resume la idea así: si se ha de leer realmente ha de haber una posición totalmente inocente hacia el objeto a leer, fuera cual fuera ese objeto, y a tal punto sería así que el mismo saber pudiera entorpecer la potencia que significa leer. El saber solo sirve para conducir a un tipo de lectura, pero una vez llegada esta lectura, el saber ya no sirve para nada. 
Esto lo puede ver en la ciencia con algún que otro caso, por ejemplo entre la pintura de Robert Delaunay (orfismo) y la teoría de la relatividad: en Delaunay las figuras que pinta tienen la inspiración de ser objetos creados por la luz; en cuanto a los haces de luz, en el experimento de Michelson y, se produce una inversión consistente en que las líneas de luz condicionan el ser de las figuras geométricas. Este caso, es uno de los tantos que Deleuze refiere como "encuentro" interdisciplinario (pintura y ciencia). Otros casos en los que Deleuze entiende que hay encuentros son los del matemático Bernhard Riemann o el cineasta Robert Bresson, entre algunos más.

## O de Ópera. (Opéra)
Salvo algunas excepciones –Alban Berg– Deleuze no sería afecto a la ópera. Su interés estaría más cercano a la música popular. Por ejemplo Édith Piaf. Una vez más el caso de Piaf le interesa en relación con el estilo –noción a la que retroalimenta agregando que es lo contrario a la moda–: la célebre cantante usaba cantar desentonando y corrigiendo la falsa nota. Otro ejemplo es el caso de Claude François quien buscaba un tipo de espectáculo-canción, la canción bailada y además mejorar la calidad de los textos que cantaba. 
Aquí, entonces introducirá la noción de ritornello que acuñara en sentido filosófico junto a Guattari para referir al menos tres puntos también relacionados con su concepto de desterritorialización: el ritornello, como un canturreo, se efectúa en el recorrido del propio territorio (territorialización), luego a la hora de regresar al territorio (momento de la angustia, reterritorialización) y por último en el afecto melancólico de partir (siempre del territorio propio, desterritorialización). Todos estos movimientos se engloban en la noción, más o menos spinoziana, de afecto. En la música, el ritornello puede entenderse como una relación de estos afectos: se parte de una tonadilla, un pequeño ritornello, para llegar a un gran ritornello.
Para Deleuze, así como hay cantos y gritos en la música, los hay en la filosofía. Ejemplos de gritos en la filosofía: "Hay que detenerse" de Aristóteles o su opuesto "No, no me detendré jamás".

## P de Profesor. (Professeur)
Deleuze expresa su predilección por los cursos en los que debía prepararse mucho a fin de lograr la inspiración. Esta predilección es comprensible porque supone un fenómeno de aprendizaje aun para quien los dirige. El dato filosófico destacado sobre esta reseña biográfica de su vida de cursos es que la inspiración lleva a repetirse, repetir el objeto de inspiración, que es obsesivo.
Aquí se refiere a regañadientes la situación agitada de la presentación de la tesis doctoral de Deleuze que fuera Diferencia y repetición, en 1969. 
Sus clases en Vincennes representaban para él un punto de inflexión habida cuenta de que su público ya dejó de ser solo estudiantil: había estudiantes, pero también pintores, pacientes psiquiátricos, músicos, drogadictos, arquitectos, japoneses, australianos turistas o sudamericanos. Si bien Deleuze insiste en detestar la conferencias hay un punto en el que estas y los cursos se parecen: la inutilidad de las interrupciones, ya que ellas se producen por no comprender y la comprensión, que no existe como tal, es un efecto retardado bien en relación con quien da elementos para reflexionar o bien porque esta persona ya los tenía antes de que sucediera el curso. "Un curso siempre ha sido algo que estaba destinado a no a ser comprendido en su totalidad".  En dichos cursos se produciría una selección según el interés. Y tampoco se puede afirmar que es el tema lo que interesa cuando se produce esta selección en el oyente.
En esta letra Deleuze refiere su célebre oposición a los intelectuales que generan escuelas, donde su mal está en requerir gestión, lo cual desvía del interés fundamental de la investigación. Opone así escuela a movimiento. Lo que implicaría una escuela y no un movimiento sería: ajustes de cuentas, clarificaciones, enfrentamientos, exclusiones, etc. Un ejemplo de intelectual de escuela pudiera ser Breton y su contraejemplo Artaud. La concepción de Deleuze coincide con la de Michel Foucault: crear nociones que sirvan de herramienta, no que sirvan a una escuela. Hacer de una universidad una "adaptación al mercado del trabajo" es hacer de la universidad una escuela.

## Q de Pregunta. (Question)
La filosofía fabrica preguntas. Pero de estas no se sale dándoles una respuesta, sino con otra pregunta. Parnet aplica estas nociones de Deleuze a la misma entrevista y propone que las preguntas que va haciendo, conforme a las nociones de Deleuze, no deben ser respondidas. Aquí se da una posible definición de este Documental: el mismo no sería una entrevista sino más bien una charla ligera, improvisación. De modo que aquí Deleuze distinguirá entre interrogatorio y charla: en los medios habría menos margen para esta última. La interrogación es una forma de la comunicación: cuando se pregunta por la hora, se dice la hora, como si se obedeciera una orden. El problema, o la pregunta, propia de la filosofía, está en la desobediencia. 
Un ejemplo genuino de pregunta filosófica Deleuze lo ve en la "apuesta de Pascal": Pascal no preguntaría por la existencia o inexistencia de Dios sino que, no pudiendo probar la existencia, propone que más beneficioso sería creer en Dios que no creer, ya que no se perdería nada con ello. Lo mismo sucede con el célebre "Dios ha muerto" de Nietzsche porque por él se pregunta no por la existencia de Dios sino por la estructura que sostiene su creencia.
En definitiva, lo que trata de expresar Deleuze es que no existe diferencia real –aunque sí lingüística– entre una afirmación y una pregunta. La sugerencia de Pascal es una afirmación que encierra una pregunta y lo mismo pasa con la de Nietzsche.
Aquí se habla también de la relación de Deleuze con los noticieros que suele ver: tanto los diarios como los noticieros se suelen sostener dentro de una política de intereses; dicha política segrega el planteamiento de preguntas. Lo mismo se acusa para las pretensiones de una Europa político-económicamente unificada, ya que en este caso, no necesariamente hay unificación de naciones sino de regiones, o grupos.  

## R de Resistencia. (Résistance)
Los científicos crearían "funciones". Este término serviría para diferenciarlos de los filósofos los cuales crearían "conceptos". 
Los científicos también serían "resistentes", pero su situación es más ambigua porque su trabajo estaría envuelto en cuestiones de capital y programas; estas cuestiones, como es claro y recurrente en toda la posición de Deleuze, limitarían la creación. Resistir, dice Deleuze, es crear. Uno de los autores que mejor definiría esto es Primo Levi. A través de este, Deleuze observa una relación entre la privación de la libertad y la resistencia, definida por Levi como "La vergüenza de ser hombre". La frase de Levi conlleva, para Deleuze, a la noción ab initio culpable de liberar la vida (que no debe confundirse con "liberarse de la vida"). Esta culpa hacia la liberación de la vida es doble, es colectiva, comprende a los ejecutores de un mal como a los que sobrevivieron a él. De manera que la noción de "resistencia" en Deleuze remite, a diferencia de lo que comúnmente se entiende, a un resultado, más que a un estado. Es aquí cuando Deleuze otorga a la noción de "compromiso" un verdadero peso, un poder efectivo sobre las situaciones que avergüenzan. En la noción de Levi, la vergüenza no condena al ejecutante del mal sino que se comprende (se unifica) a él, en una relación culpable con él por haber habido transigencia. La transigencia del sobreviviente del mal, vuelve cómplice al transigente con el ejecutor. 
La noción de "resistencia" se ilumina con su otra noción, la de "percepto", en tanto que ambos términos expresan la liberación de algo humano que fuera inexistente en su tiempo, o época. 
El manejo que Deleuze hace de la filosofía como valor primordial de la vida es comparable con la importancia que Nietzsche le otorga (citado por Deleuze) o la que Ray Bradbury otorga a los libros en Fahrenheit 451. En definitiva, la ausencia de filosofía supondría, por arrastre, la ausencia de creación y por ende de resistencia.

## S de Estilo. (Style)
El "estilo" sería la cualidad de los que "dicen" no tener estilo. La lingüística nada tiene que ver con el estilo en sentido deleuziano. El estilo estaría más cerca del habla que de la lengua y más cerca de la música que del habla y más cerca del silencio que de la música, etc.
Asimismo la lengua está recorrida de códigos heterogéneos que pugnan entre sí. La lengua es propiamente un "territorio" que se activa y desactiva con el habla. El estilo propiamente dicho, es violentar la lengua sintácticamente. Cuando la lengua "tartamudea" hay estilo. Estilo es escribir en una lengua extranjera que sin embargo cristaliza en la lengua madre. El estilo es esencialmente musical, destella significados que por su naturaleza reciente ni siquiera se comprenden. Dos ejemplos, de engañosa simplicidad, que pone Deleuze: Jack Kerouac y Louis-Ferdinand Céline: cuya escritura es la del habla (pero es más fácil escribir como se escribe que como se habla: con ello Deleuze quiere decir que no hay ninguna escritura del habla). El estilo es, a fin de cuentas, el fenómeno compositivo, puesto que este se hace o no se hace. En Proust la mundanidad que él testimonia, tan diversa, es un
"manantial de signos vacíos" (que no han encontrado, de alguna manera, sino hasta su llegada, su relator). Los mundanos, con los animales, "son los maestros de los signos".
Deleuze prefiere los signos mundanos porque su emisión no sucede para discutir o confrontar dialécticamente. Por eso prefiere una fiesta a una tertulia.

## T de Tenis. (Tennis)
Esta letra trata de los deportes pero en especial del tenis, que Deleuze practicó hasta los catorce años. El deporte está relacionado, para Deleuze, al problema del estilo porque el deporte es "un dominio de variaciones de las actitudes": según el peso, según la ligereza y la búsqueda de compensación según esos límites. Un territorio de potencias, que es , al fin y al cabo, lo que a Deleuze le interesa.
En el caso del tenis, Deleuze observa la existencia de no creadores, quienes llevan un estilo existente a una potencia de que carecía el estilo, y por otro lado, los creadores, los que inventan nuevos golpes, nuevas tácticas. 
Cuando el tenis se convirtió en un deporte de masas, fue Björn Borg, para Deleuze, quien aprovechó eso y lo afianzó. Luego de Borg aparecen campeones no creadores como Guillermo Vilas. Borg impone algo no visto que Deleuze resume en estos datos: un juego atrasado y un golpe liftado o la bola lamiendo la red, juego que para Deleuze es lo contrario al juego aristocrático encarnado por John McEnroe. McEnroe tenía golpes para que nadie pudiera seguirlo, imitarlos o reformarlos. Uno de los golpes de McEnroe que Deleuze destaca es aquel por el cual coloca la bola casi sin golpearla. Otro caso que le llama la atención es el del juego de los australianos, antes de la segunda guerra, quienes introdujeron el revés a dos manos.

## U de Uno. (Un)
Lo Universal no es de lo que trata la filosofía. Lo Universal es lo recibido, la doxa. La doxa es, justamente, la que dice que la filosofía trata de lo Universal. La ciencia y la filosofía tratan las singularidades: lo que importa en un cuerpo que cae es la caída. Ambas disciplinas tratan las multiplicidades (conjuntos de singularidades). La fórmula de la multiplicidad es n – 1, donde n = Uno. El uno es lo que siempre se ha de sustraer. La filosofía, así, no trata de (sobre, o acerca de) multiplicidades sino que debe habérselas con ellas. La comunicación sería el resultado del accionar de la filosofía y la ciencia, es el lugar de opinión. 

## V de Viaje. (Voyage)
Al definir "viaje" Parnet observaría que los conceptos son paradojas (opuesto a la doxa), en este sentido: para Deleuze los verdaderos viajes, al menos para un intelectual como él, no son extensivos (no son en el espacio). Todo viaje verdadero es intensivo, es cuestión de intensidad, de sobrepasar el placer tal y como trata de expresar según una cita de Samuel Beckett: "Uno es un gilipollas, pero no tanto como para viajar por placer". De este modo, su concepto de nomadismo, inspirado por las tribus nómades refleja un viaje de intensidad. Nada hay más inmóvil que un nómada, dice Deleuze, porque quieren quedarse en su tierra. La idea del nomadismo es, simplemente, una inversión de sentido: es necesario estar asentado para viajar y ese tipo de viaje no es ningún viaje sino cuando por él hay una transformación psíquica. O dicho de otro modo: los viajes que refiere Deleuze no son viajes en el tiempo o en el espacio. E ilustrando con Proust observa que el viaje es lo que sucede entre la sospecha de algo y su existencia. El sostenimiento de una necesidad verificativa o corroborativa. Un "entre" que no está en ninguna parte.

## W de Wittgenstein. (Wittgenstein)
Deleuze dice, tal vez irónicamente, que no hay nada en la W. No quiere, en el fondo, hablar de Wittgenstein. Representa, para él, una catástrofe en la historia de la filosofía. Es el ejemplo de una "escuela", algo que Deleuze detesta. Wittgenstein, si bien no era propiamente dicho un lingüista, lleva a un desarrollo de la lingüística que desmerece la filosofía. Al menos en esta entrevista, Deleuze, se centra en los wittgensteinianos, a los que designa "asesinos de la filosofía".
Para Deleuze estos epígonos destruyen la filosofía, y por ello reafirma aquí el sentido de la filosofía como sinónimo de la vida. 

## X e Y de Desconocido. (Inconnues)
Estas letras no serán desarrolladas. Parnet dice que X es una desconocida (incógnita) y que Y es indecible.

## Z de Zig-Zag. (Zigzag)
Esta última letra trataría de la bifurcación, de la forma que describe el relámpago o de la forma que describe el movimiento de la mosca, su zig zag. Básicamente, el movimiento que presidiría todo tipo de creación: aunque en tono lúdico, Deleuze pretende decir aquí que ninguna precisión explicaría la creación o todo tipo de origen, que no habría (y tal vez no habrá) ningún universal, ninguna fórmula a fin de cuentas, para ese fenómeno y por ende escoge el movimiento de zig zag, presente en la grafía de la letra Z. 
Deleuze imagina el origen como un  caos de potencialidades (todo lo opuesto a un universal o a una fórmula) y luego, se remite a una referencia bibliográfica científica que habría usado en Diferencia y Repetición según la cual dos potencialidades se agruparían para transformarse a través de un llamado "oscuro precursor" que siempre permanecería oculto.